# Acutotyphlops subocularis
Acutotyphlops subocularis es una especie de serpientes de la familia Typhlopidae.

## Distribución geográfica
Es endémica del archipiélago Bismarck (Papúa Nueva Guinea).